# Johan Waltman
Johan Waltman var en svensk fajansmålare verksam under 1700-talet.
Han var son till linvävargesällen Erik Waltman och bror till fajansmålaren Erik Waltman. Han var verksam vid Mariebergs porslinsfabrik 1763–1767 och har tillsammans med modellören August Gribenstein utfört några av fabrikens förnämsta alster. Waltman är representerad vid Nationalmuseum i Stockholm.